# Nezara
Genre
Nezara est un genre d'insectes du sous-ordre des hétéroptères (punaises) et de la famille des Pentatomidae.

## Systématique
Le genre a été décrit par les entomologistes français Amyot et Serville en 1843.
Le nom vient de l'hébreu אזר, azar, qui signifie "ceinture", et נאזר, nezar, qui signifie "ceint d'un cordon".

## Liste d'espèces
Selon Ferrari et al. :
- Nezara antennata Scott, 1874
- Nezara capicola (Westwood, 1837)
- Nezara immaculata Freeman, 1940
- Nezara mendax Breddin, 1908
- Nezara naspira (Dallas, 1851)
- Nezara niamensis (Distant, 1890)
- Nezara orbiculata Distant, 1890
- Nezara robusta Distant, 1898
- Nezara similis Freeman, 1940
- Nezara soror Schouteden, 1905
- Nezara viridula (Linnaeus, 1758)
- Nezara yunnana Zheng, 1982

Les espèces du genre Nezara sont principalement retrouvées dans la région afrotropicale. Seules N. antennata et N. yunnana vivent uniquement en Asie.
L'espèce Nezara viridula est, quant à elle, cosmopolite. On la trouve dans toutes les régions biogéographiques, sauf en Antarctique. N. viridula est polyphage (peut consommer une trentaine de familles de plantes), et est considérée comme nuisible pour certaines cultures dont le soja.

### Espèces fossiles
Selon Paleobiology Database, en 2022, le nombre d'espèce fossiles est de deux :
- †Nezara latitesta Théobald 1937
- †Nezara subtropicalis Piton 1935[3]